# Buổi sáng âm nhạc Bydgoszcz
Buổi sáng âm nhạc Bydgoszcz là một sự kiện âm nhạc dành cho trẻ em và các bậc phụ huynh, được tổ chức vào sáng chủ nhật hàng tháng bởi Học viện Âm nhạc Feliks Nowowiejski ở Bydgoszcz.

## Chi tiết
Ý tưởng cho buổi sáng âm nhạc được khởi xướng bởi "Khoa Hợp xướng và Giáo dục âm nhạc" của Học viện Âm nhạc Feliks Nowowiejski vào năm 1994. Ý tuỏng lúc đầu là một buổi hòa nhạc vào buổi sáng chủ nhật cuối tháng và chỉ dành cho các trẻ em khuyết tật, có hoàn cảnh khó khăn, nhằm giúp các em hòa nhập với xã hội. Sau khi thành công qua các lần tổ chức, ban tổ chức đã mở rộng đối tượng tham gia, không chỉ là trẻ em khuyết tật, có hoàn cảnh khó khăn nữa, mà chào đón tất cả các em nhỏ và các bậc phụ huynh có sở thích, quan tâm đến âm nhạc. Tuy nhiên, đối tượng chính mà ban tổ chức muốn hướng đến vẫn là trẻ em có độ tuổi từ 3-10 tuổi.
Đây là chương trình thường xuyên, được tổ chức vào sáng chủ nhật của tuần cuối tháng, như là một mục đích của buổi hòa nhạc, ban tổ chức muốn tạo ra một môi trường học tập, trao đổi của các sinh viên, họ là những giáo viên các trường trung học và mầm non trong tương lai của khoa Khoa Hợp xướng và Giáo dục âm nhạc, đồng thời đây cũng là một hình thức giáo dục âm nhạc hấp dẫn cho trẻ em. Ban tổ chức của "Buổi sáng âm nhạc" muốn lôi kéo các em nhỏ tham gia vào các hoạt động âm nhạc thông qua các buổi biểu diễn, ca hát, và tham gia các trò chơi, cũng như các cuộc thi, với các chủ đề khác nhau qua các lần tổ chức. Các buổi biểu diễn đều được diễn ra ở phòng hòa nhạc của Học viện Âm nhạc Feliks Nowowiejski, tại số 3 đường Staszica.